# Pleasant Grove (Caroline du Nord)
Pour les articles homonymes, voir Pleasant Grove.
Pleasant Grove est une communauté non incorporée du Comté d'Alamance dans l'état de Caroline du Nord.
L'altitude est de 712 pieds (217 m).
C'est un lieu historique de tribus indiennes.